# نيكولاي لارسن
نيكولاي لارسن (بالدنماركية: Nicolai Larsen)‏ (9 مارس 1991 بإيسبيرغ في الدنمارك - ) هو مدرب كرة قدم ولاعب كرة قدم دانمركي في مركز حراسة المرمى. شارك مع منتخب الدنمارك تحت 16 سنة لكرة القدم ومنتخب الدنمارك تحت 17 سنة لكرة القدم ومنتخب الدنمارك تحت 18 سنة لكرة القدم ومنتخب الدنمارك تحت 19 سنة لكرة القدم ومنتخب الدنمارك تحت 20 سنة لكرة القدم ومنتخب الدنمارك تحت 21 سنة لكرة القدم. أما مع النوادي، فقد لعب مع نادي أوبه والبورك بولدسبيلكلوب ‏.

## وصلات خارجية
- نيكولاي لارسن على موقع قاعدة بيانات كرة القدم.إي يو (الإنجليزية)
- نيكولاي لارسن على موقع Soccerway.com (الإنجليزية)
- نيكولاي لارسن على موقع AS.com (الإسبانية)